# 北聖路易區
北聖路易區，是海地的區，位於該國西北部，由西北省負責管轄，面積187.7平方公里，海拔高度496米，2015年該區人口146,567，人口密度每平方公里780.7人。